# Seelze
Seelze er en by og en kommune med godt 33.000 indbyggere, i Region Hannover, i den tyske delstat Niedersachsen beliggende i området Calenberger Land.

## Geografi
Seelze grænser til (med uret fra nord)  Garbsen, Hannover, Gehrden, Barsinghausen og Wunstorf. Byen ligger ved krydset mellem vandvejene  Leine, Mittellandkanal og  Hannover-Linden stikkanal samt ved jernbanerne Bremen–Hannover og Hannover–Minden. Motorvejen A 2 krydser det nordvestlige hjørne af kommunen.

## Inddeling
Bykommunen består af de to byområder  Seelze (hovedbyen) og Letter samt landsbyerne Almhorst, Dedensen, Döteberg, Gümmer, Harenberg, Kirchwehren, Lathwehren, Lohnde og Velber.